# Pablo Chacón
Julio Pablo Chacón, conocido como Pablo Chacón (Las Heras, Mendoza, 22 de mayo de 1975), es un ex-boxeador argentino. Apodado «el Relámpago», fue campeón mundial de la OMB (Organización Mundial de Boxeo) en la categoría peso pluma y ganador de la medalla de bronce en los Juegos Olímpicos de Atlanta 1996.

## Biografía
Pablo Chacón integró la delegación argentina de los Juegos Olímpicos de Atlanta 1996, donde obtuvo la medalla de bronce.
Luego de ello, comenzó su carrera profesional en el mismo año de 1996, ganando sus primeros 36 combates hasta enfrentarse a Freddie Norwood en el año 2000 quién defendía el título de campeón de peso pluma AMB (Asociación Mundial de Boxeo). 
Norwood defendió su corona sin problemas en un fallo unánime, tras voltearlo en el tercer round y dominar el resto del combate. Sin embargo un año después Pablo resurgiría, noqueando en el sexto round a Istvan Kovacs, en Hungría, consagrándose campeón mundial de los plumas de la OMB. Defendió su título 4 veces, pero lo pierde en 2002 ante Scott Harrison. En 2004 intenta recuperarlo pero fracasa frente al estadounidense Mike Anchondo. Chacón anunció su retiro en 2006 debido a problemas en su vista que surgieron tras el desprendimiento de las retinas en ambos ojos, al despedirse se llevó un récord de 61 peleas, 54 ganadas (37 por KO) y 7 derrotas. En el año 2000 y 2010 obtuvo el Premio Konex.Actualmente, es entrenador de su propia academia de boxeo en Las Heras.